# 阿普特区
阿普特区（法語：arrondissement d'Apt）是法国普罗旺斯-阿尔卑斯-蓝色海岸大区沃克吕兹省所辖的一个区。总面积1390.6平方公里，总人口128316，人口密度92人/平方公里（2018年）。主要城镇为阿普特。

## 辖区
阿普区辖有6个县,共有56个市镇。